# Rokas Kmieliauskas
Rokas Kmieliauskas, né le 22 août 2000 à Kaunas, est un coureur cycliste lituanien.

## Biographie
Rokas Kmieliauskas commence le cyclisme en 2014.
En 2017, il termine troisième du championnat de Lituanie de poursuite sur piste. L'année suivante, il est troisième de la poursuite individuelle et de la poursuite par équipes aux championnats de Lituanie sur piste. Sur route, il se classe deuxième du contre-la-montre et troisième de la course en ligne aux championnats de Lituanie juniors. Il participe également aux championnats d'Europe juniors à Zlín, où il abandonne. 
En 2020, il est sacré champion de Lituanie du contre-la-montre chez les espoirs (moins de 23 ans).

## Palmarès sur route

### Par année
- 2018
  - 2e du championnat de Lituanie du contre-la-montre juniors
  - 3e du championnat de Lituanie sur route juniors
- 2020
  -  Champion de Lituanie du contre-la-montre espoirs
  - 2e étape de Molėtai-Ukmergė
- 2021
  -  Champion de Lituanie du contre-la-montre espoirs
  - Šakiai Grand Prix
- 2022
  -  Champion de Lituanie du contre-la-montre espoirs
  - 3e du championnat de Lituanie sur route espoirs
- 2023
  - 3e du championnat de Lituanie du contre-la-montre
- 2024
  - 3e du championnat de Lituanie sur route
  - 3e du championnat de Lituanie du contre-la-montre
- 2025
  - 2e du championnat de Lituanie du contre-la-montre

### Classements mondiaux
| Année                                 | 2020 | 2021 | 2022  | 2023  | 2024  |
| ------------------------------------- | ---- | ---- | ----- | ----- | ----- |
| Classement mondial                    | 708e | 882e | 1307e | 1790e | 1219e |
| UCI Europe Tour                       | 567e | 676e | 907e  | nc    | nc    |
|                                       |      |      |       |       |       |
| Légende : nc = non classéSource : UCI |      |      |       |       |       |

## Palmarès sur piste

### Championnats nationaux
- 2017
  - 3e du championnat de Lituanie de poursuite par équipes
- 2018
  - 3e du championnat de Lituanie de poursuite
  - 3e du championnat de Lituanie de poursuite par équipes
- 2019
  - 2e du championnat de Lituanie de poursuite
- 2021
  - 2e du championnat de Lituanie de l'omnium
  - 3e du championnat de Lituanie de poursuite par équipes